# The Forbidden Kingdom
The Forbidden Kingdom is een Amerikaans-Chinese martialartsfilm uit 2008. De film is geregisseerd door Rob Minkoff. Hoofdrollen worden onder andere vertolkt door Jackie Chan en Jet Li.

## Verhaal
De film begint in South Boston, waar een tiener genaamd Jason Tripitikas ontwaakt uit een droom over een gevecht tussen de apenkoning Sun Wukong en een paar hemelse soldaten. Jason is een groot fan van kung fu-films, en brengt dan ook veel tijd door met het kijken naar dit soort films en verzamelen van bijbehorende filmposters.
Terwijl Jason in een lokale winkel nieuwe dvd’s uitzoekt, wordt zijn aandacht getrokken door een gouden staf in een kamer vol antiek. Hop, de oudere winkeleigenaar, vertelt hem dat de staf naar zijn juiste eigenaar moet worden gebracht. Op weg naar huis wordt Jason aangevallen door Lupo en zijn bende, die hem dwingen ‘s nachts terug te gaan naar de winkel in de hoop dat Hop de deur voor Jason open zal doen en zij hem kunnen beroven. Hop wordt bij de aanval verwond, en vertelt Jason dat het nu zijn taak is de staf naar zijn juiste eigenaar te brengen. Terwijl Jason met de staf wegvlucht, transporteert de staf hem naar het oude China.
Jason ontwaakt in een dorpje dat aangevallen wordt door een groep krijgers. Zij hebben het ook op de staf voorzien, maar Jason krijgt hulp van een reizende geleerde genaamd Lu Yan, die zeker als hij dronken is opvallend alert en lenig is. Die avond vertelt Yan Jason het verhaal van hoe Sun Wukong stennis schopte tijdens een banket gehouden door de onsterfelijken ter ere van de Jadekeizers aankomende 500 jaar durende meditatie. De keizer was onder de indruk van Sun Wukong en gaf hem een hemelse titel; dit tot onvrede van de Jade Krijgsheer, die als generaal diende in het leger van de keizer. De keizer gaf de krijgsheer het bevel over de hemel tijdens zijn afwezigheid. De krijgsheer maakte van deze gelegenheid gebruik om Sun Wukong uit te dagen en te verslaan middels een list. Hij probeerde de staf van Sun Wukong te bemachtigen, maar die wist deze nog net tot buiten het bereik van de krijgsheer te gooien. LuYan beëindigt het verhaal met de voorspelling dat iemand die “de zoeker” wordt genoemd de staf terug zou komen brengen en Sun Wukong zou bevrijden. Nauwelijks is Lu Yan klaar met zijn verhaal, of de soldaten van de krijgsheer vallen aan. Een jonge vrouw genaamd Golden Sparrow komt tussenbeide en helpt Jason en Lu Yan te ontsnappen.
De krijgsheer krijgt te horen dat Jason de magische staf van Sun Wukong bezit. Hij stuurt de jonge heks Ni Chang eropuit om de staf te bemachtigen. De volgende dag wordt Jason aangevallen door een persoon gekleed in het wit, die de staf van hem steelt. Jason, Lu Yan en Sparrow volgen de man naar een tempel, alwaar Lu Yan de Stille Monnik ontmoet. Hij heeft de staf, maar wil deze niet afstaan. Pas nadat hij in Jason de zoeker herkent besluit hij zich bij de groep aan te sluiten.
De vier reizen af naar de berg van de vijf elementen. Onderweg leren Lu Yan en de monnik Jason verschillende vormen van Wushu. Wanneer de groep een grote woestijn doorkruist, komen ze Ni Chang en haar handlangers tegen. De groep kan de aanval afslaan en ontkomen met de staf, maar Lu Yan raakt dodelijk gewond. De groep zoekt schuil in een klooster, alwaar ze ontdekken dat Lu Yan gered kan worden met het onsterfelijkheidselixer van de Jade Krijgsheer. Jason besluit alleen naar de krijgsheer te gaan om de staf te ruilen tegen dit elixer.
Eenmaal in het paleis blijkt dat de krijgsheer Ni Chang ook het elixir had beloofd indien zij hem de staf zou brengen. Daar zowel Jason als Ni Chang de staf willen ruilen voor het elixer, moeten ze elkaar tot de dood bevechten. Ni Chang is veel ervarener dan Jason, en verslaat hem met gemak. Jason wordt gered door tussenkomst van de monnik en Sparrow. De monnik bevecht de krijgsheer om de staf te beschermen, terwijl Sparrow vecht met Ni Chang. Tijdens het gevecht bemachtigt Jason het elixer en geeft het aan Lu Yan. Deze herstelt onmiddellijk na het drinken ervan, en neemt het gevecht van Sparrow over. De monnik raakt in het gevecht met de krijgsheer dodelijk gewond, maar kan Jason nog de staf toewerpen. Jason gebruikt de staf om het standbeeld waar Sun Wukong in opgesloten zit te breken. Wanneer de monnik sterft, verandert zijn lichaam in een gouden haar: hij was blijkbaar een creatie van Sun Wukong, gemaakt net voordat deze werd opgesloten.
Nu Sun Wukong vrij is, vecht hij zelf verder met de krijgsheer. Na een lang gevecht verslaat Lu Yan Ni Chang door haar van het balkon te gooien. Sparrow probeert de krijgsheer te doden met een gifpijl, maar hij kaatst de pijl terug naar haar. Woedend grijpt Jason de pijl en steekt de krijgsheer neer, waarna hij hem in een lavapoel gooit. Sparrow overleeft haar verwonding niet. De Jadekeizer keert terug, en beloont Jason voor zijn moed door hem terug te sturen naar zijn eigen tijd.
Jason ontwaakt weer in het hedendaagse Boston, op de plaats waar de staf hem oorspronkelijk naar het oude China had getransporteerd. In het heden blijken er maar een paar seconden te zijn verstreken tussen zijn vertrek en zijn terugkeer. Jason wordt meteen aangevallen door Lupo, maar met zijn nieuw verworven talenten verslaat hij hem. Daarna waarschuwt hij de politie om de rest van Lupo’s bende in te rekenen.
Jason keert terug naar de winkel en ontdekt dat Hop nog leeft. Hij is namelijk niemand minder dan de onsterfelijke Lu Yan. Wanneer Jason weer vertrekt, ziet hij een meisje dat sprekend lijkt op Sparrow.

## Rolverdeling
| Acteur           | Personage                   |
| ---------------- | --------------------------- |
| Jackie Chan      | Lu Yan/Hop                  |
| Jet Li           | Sun Wukong/De Stille Monnik |
| Michael Angarano | Jason Tripitikas            |
| Collin Chou      | De Jade Krijgsheer          |
| Liu Yi Fei       | Golden Sparrow              |
| Li Bingbing      | Ni-Chang                    |
| Morgan Benoit    | Lupo                        |
| Deshun Wang      | Jadekeizer                  |

## Achtergrond

### Voorproductie
Hoewel het personage Sun Wukong afkomstig is uit Wu Cheng'en's beroemde roman De reis naar het westen, liet acteur Collin Chou al voor productie van de film weten dat de film niet de verhaallijn van deze roman zou volgen. Het scenario van de film werd geschreven door John Fusco, samen met acteur Jet Li.

### Productie
Productie van de film begon in mei 2007, in het gebied rond de Gobiwoestijn in China. Voor de opnames werden nog een paar dialogen in het scenario aangepast om beter aan te sluiten bij de acteurs. Dit omdat veel van de acteurs Engels als tweede taal spraken. Jackie Chan omschreef de eerste opnamedag als “erg relaxed” daar er geen gevechtsscènes werden opgenomen. Toen Chan en Li voor het eerst samen een scène moesten opnemen, lieten ze naderhand beide weten het makkelijk te vinden om samen te werken.
De opnames werden afgerond op 24 augustus 2007.
De film kreeg onder andere de werktitel The J & J Project. De uiteindelijke titel werd pas in april 2007 vastgesteld.

### Reacties
De reacties op The Forbidden Kingdom waren zowel bij critici als bij het publiek doorgaans positief. Op 1 september 2008 scoorde de film op Rotten Tomatoes 64%. Een veel gehoord punt van kritiek was dat de film te veel tussenscènes bevatte die niet direct met de verhaallijn te doen hadden. Er was ook kritiek op het feit dat Michael Angarano de hoofdrol kreeg daar men het gevoel had dat dit een beslissing van Hollywood was om de film beter aan te laten slaan bij een blank publiek.
The Forbidden Kingdom bracht wereldwijd in totaal $128.837.061 op.

## Prijzen en nominaties
| jaar | prijs             | categorie                            | genomineerde(n) | uitslag     |
| ---- | ----------------- | ------------------------------------ | --------------- | ----------- |
| 2008 | Golden Trailer    | Best Action TV Spot                  | -               | genomineerd |
| 2008 | Golden Trailer    | Best Animation/Family Poster         | -               | genomineerd |
| 2008 | Teen Choice Award | Choice Movie Actor: Action Adventure | Jackie Chan     | genomineerd |
| 2008 | Teen Choice Award | Choice Movie: Action Adventure       | -               | genomineerd |